# Adriel Yanel
Adriel Yanel (seudónimo de Guillermo Ariel Martín Segovia; nacido el 24 de mayo de 1986 en la Ciudad Autónoma de Buenos Aires) es un cantautor, guitarrista, compositor y productor discográfico argentino. Es fundador de la compañía discográfica independiente Cassette 90, donde también desarrolla funciones de dirección artística. Su música, centrada en el pop latino, la balada romántica y el AOR (rock), incorpora influencias de las décadas de 1980 y 1990, con referencias a artistas como Luis Miguel, Cristian Castro, Ricky Martin, Backstreet Boys y NSYNC. Paralelamente a su actividad musical, cultiva desde joven un profundo interés por la magia y el ilusionismo. Inició su carrera discográfica en 2020 y ha sido nominado a los Premios Gardel en múltiples categorías.

## Biografía
Guillermo Ariel Martín Segovia nació el 24 de mayo de 1986 en la Ciudad Autónoma de Buenos Aires, y pasó sus primeros años en la localidad de Ranelagh, al sur del Gran Buenos Aires. Creció en un entorno familiar estrechamente ligado a la música. Su abuelo Agustín Segovia fue pianista y poeta, mientras que su tío abuelo, el guitarrista clásico Andrés Segovia, es considerado una figura central en el desarrollo moderno de la guitarra española.
Durante su infancia, compartió habitación con su hermano, disc-jockey, en un hogar lleno de discos, cassettes y pósters de bandas de los años 80. Este ambiente musical marcó sus primeros vínculos emocionales con el arte sonoro. Entre los recuerdos que suele evocar, se encuentran los actos escolares en el Instituto Nuestra Señora de Ranelagh, donde participó desde muy joven con su guitarra. Su fanatismo por la música se afianzó al descubrir, a través del programa Rock and Pepsi, artistas como Depeche Mode, David Bowie, Billy Idol y Roxette.
Estudió en distintas instituciones: realizó la primaria en la Escuela Común N.º 6 San José de Calasanz, continuó en la Escuela Técnica N.º 25 Tte. 1.º Fray Luis Beltrán, y finalizó sus estudios secundarios en la Escuela de Comercio N.º 19 D.E. 8 Juan Montalvo.
A los seis años recibió su primera guitarra, un obsequio de su hermano con motivo del día de reyes e inició su formación musical con Gustavo Spalletta, quien además lo introdujo en el canto y repertorios como tango, folclore, rock nacional e internacional. Spalletta utilizaba un método pedagógico lúdico, asignando colores a los acordes, lo que facilitó su aprendizaje en la infancia.
A los catorce años, sufrió un accidente automovilístico cuando un camión embistió el vehículo en el que viajaba hacia una clase de inglés. Este hecho marcó un antes y un después en su vida: requirió cirugías reconstructivas y lo enfrentó a una experiencia límite que, según sus propias declaraciones en medios, lo llevó a replantearse su destino. A partir de ese momento, decidió adoptar el seudónimo de Adriel Yanel como símbolo de su renacimiento artístico.
Durante su adolescencia, integró bandas con influencias del punk rock y el grunge, y fue progresivamente profundizando su interés por el AOR (rock) y el virtuosismo instrumental. Estudió a guitarristas como Yngwie Malmsteen, Steve Vai, Joe Satriani, y bandas como Deep Purple, Pink Floyd, Gary Moore y Led Zeppelin.
Uno de los hitos fundamentales de su juventud fue su admiración por Walter Giardino, guitarrista de Rata Blanca, quien se convirtió en una figura inspiradora. Tras insistentes gestiones, logró conocer a la banda en el aeropuerto de Ezeiza gracias al entonces mánager José Luis Botto. La experiencia, según ha señalado, fue un punto de inflexión que consolidó su vocación artística.

## Carrera Artística
Frente a las dificultades para ingresar al circuito tradicional de la industria musical, Adriel Yanel fundó en 2015 la compañía independiente Cassette 90, concebida como una plataforma multidisciplinaria que funciona como sello, productora y agencia musical. Esta decisión surgió tras múltiples intentos fallidos de vinculación con compañías discográficas, una experiencia que, según sus declaraciones a medios como CNN y Billboard, lo llevó a optar por un camino de independencia artística y producción autogestionada.
En 2020 lanzó su primer EP, titulado Cerca de mí, compuesto por cinco temas originales: "Cerca de mí", "A ver amor", "Ficción", "Ríndete a mí" (versión en español de la balada “Surrender to Me” de Ann Wilson y Robin Zander, popularizada en la película Tequila Sunrise), y la instrumental "Amanecer". El material fue coproducido por Mauro de Tommaso (A&R de Sony Music Argentina), Jonathan Burgos, Mike Oddone y Guillermo de Medio, quienes aportaron experiencia previa con artistas como Alex Ubago, Thalía y David Bisbal.
En 2021 lanzó su versión de “Better Man” de Robbie Williams, bajo el título "Ser Mejor". La adaptación en castellano fue realizada con enfoque acústico, respetando la esencia melódica original.
En 2022 publicó el sencillo "3:00 AM", en colaboración con el artista Bam Louzau. El tema consolidó su estética lírica enfocada en el desamor, el desencuentro emocional y la introspección. Durante el mismo período, inició la planificación de una gira de presentación de su obra en países de América Latina y España.
A lo largo de 2023 y 2024, amplió su catálogo con traducciones al inglés de sus temas originales, como "Fiction" (versión de "Ficción") y "Close to Me" (versión de "Cerca de mí"), así como nuevas composiciones y reversiones de clásicos del repertorio latino. Entre estas últimas se encuentran:
"Nada es imposible", adaptación del tema incluido en A medio vivir de Ricky Martin, escrito por Alejandro Sanz.
"Amor", cover del éxito de Cristian Castro incluido en El deseo de oír tu voz.
"Jaque" y "El ángel de mi vida", composiciones originales de tono introspectivo y melódico.
Una mención destacada dentro de su trayectoria fue su encuentro con el cantautor Richard Marx durante la visita del músico estadounidense a la Argentina en marzo de 2018, coincidiendo con el cumpleaños de Yanel. El vínculo simbólico entre Marx y la estética nostálgica de los años 80 fortaleció su decisión de versionar temas como "Surrender to Me", que integró posteriormente en su discografía.
Actualmente, trabaja en un disco conceptual centrado en reinterpretaciones de clásicos del pop de los años 90, como parte de un proyecto orientado a resignificar la estética sonora de esa década.

## Estilo Musical
La propuesta sonora de Adriel Yanel se articula principalmente en torno al pop latino, la balada romántica y el AOR (rock). Su obra está influenciada por la estética melódica de las décadas de 1980 y 1990, con una marcada presencia de artistas como Backstreet Boys, NSYNC, Roxette, Luis Miguel, Cristian Castro y Ricky Martin. Estas influencias, presentes tanto en sus composiciones originales como en sus reversiones, dialogan con una sensibilidad lírica que oscila entre el desamor, la introspección y la catarsis emocional.
La combinación de elementos del pop nostálgico con arreglos modernos caracteriza sus producciones, las cuales integran recursos sonoros contemporáneos sin abandonar el formato de canción tradicional. Según declaraciones brindadas en entrevistas a medios como CNN, Infobae y Qmusica, Yanel concibe la música como un “espacio de libertad” en el que las emociones personales se transforman en narrativa artística.
Sus primeras influencias instrumentales provienen del rock clásico y el virtuosismo guitarrístico. Durante su adolescencia estudió a músicos como Yngwie Malmsteen, Steve Vai, Joe Satriani y Walter Giardino, guitarrista de Rata Blanca, cuyas composiciones y estilo interpretativo dejaron una huella en su formación.
En términos temáticos, sus letras abordan desde historias de desilusión amorosa hasta procesos de resiliencia personal. En entrevistas ha señalado que compone desde un lugar introspectivo, utilizando la escritura musical como una forma de procesar experiencias personales.
Además del componente musical, Yanel incorpora una dimensión simbólica y filosófica a su enfoque creativo. En varias oportunidades ha manifestado su afinidad con el concepto de “Abracadabra” —vocablo de origen arameo que significa “creo a medida que digo”—, aplicándolo tanto a su perspectiva artística como a su interés paralelo por la magia y el ilusionismo.

## Discografía

### EPs
- Cerca de mí (2020)  Editado por Cassette 90. Coproducido por Mauro de Tommaso, Jonathan Burgos, Mike Oddone y Guillermo de Medio. Consta de cinco canciones:
  1. "Cerca de mí"
  2. "A ver amor"
  3. "Ficción"
  4. "Ríndete a mí" (versión en español de Surrender to Me, original Ann Wilson y Robin Zander)
  5. "Amanecer" (instrumental)

### Sencillos
| Año  | Título                | Detalles                                                                |
| ---- | --------------------- | ----------------------------------------------------------------------- |
| 2021 | "Ser Mejor"           | Versión en castellano del tema "Better Man" de Robbie Williams          |
| 2022 | "3:00 AM"             | Colaboración con Bam Louzau                                             |
| 2023 | "Fiction"             | Versión en inglés del tema "Ficción"                                    |
| 2023 | "A ver amor (Remix)"  | Nueva versión del tema incluido originalmente en Cerca de mí            |
| 2024 | "Close to Me"         | Traducción al inglés de "Cerca de mí"                                   |
| 2024 | "El ángel de mi vida" | Composición original                                                    |
| 2024 | "Jaque"               | Tema melódico de carácter introspectivo                                 |
| 2024 | "Nada es imposible"   | Cover del tema de Ricky Martin incluido en A medio vivir                |
| 2024 | "Amor"                | Versión del clásico de Cristian Castro del álbum El deseo de oír tu voz |

### Traducciones al inglés
- "Fiction" (2023) – basada en su tema "Ficción"
- "Close to Me" (2024) – basada en "Cerca de mí"

## Premios y reconocimientos
Adriel Yanel ha sido postulado a los Premios Gardel, los galardones más importantes de la industria musical argentina, en distintas categorías vinculadas a su trayectoria como artista independiente y su trabajo discográfico.
Según lo reportado por medios como Billboard Argentina y TN La Viola, sus postulaciones han incluido las siguientes menciones:
- Mejor nuevo artista
- Mejor álbum artista romántico – melódico
- Mejor dueto/colaboración, por el tema "Ríndete a mí", versión en español del clásico de Ann Wilson y Robin Zander, interpretado junto a Mayra Bucceri.[6]

Estas nominaciones se dieron en el marco del ciclo 2021–2022, período en el que su EP Cerca de mí y sus reversiones alcanzaron una significativa visibilidad en medios especializados y plataformas digitales.
Además, su música ha sido destacada por su estilo que fusiona la nostalgia del pop de los años 90 con una mirada contemporánea, lo que ha generado menciones en rankings de radios, portales musicales y canales especializados como Qmusica, donde se destacó su trabajo de versiones.